# Salangana australiana
La salangana australiana (Aerodramus terraereginae) és una espècie d'ocell de la família dels apòdids (Apodidae).
Habita sobre boscos i camp obert de les terres baixes fins als 1000 m, del nord-est de Queensland des del Riu Claudie cap al sud fins l'àrea de Mackay. Cria a l'interior de coves.